# Kubb

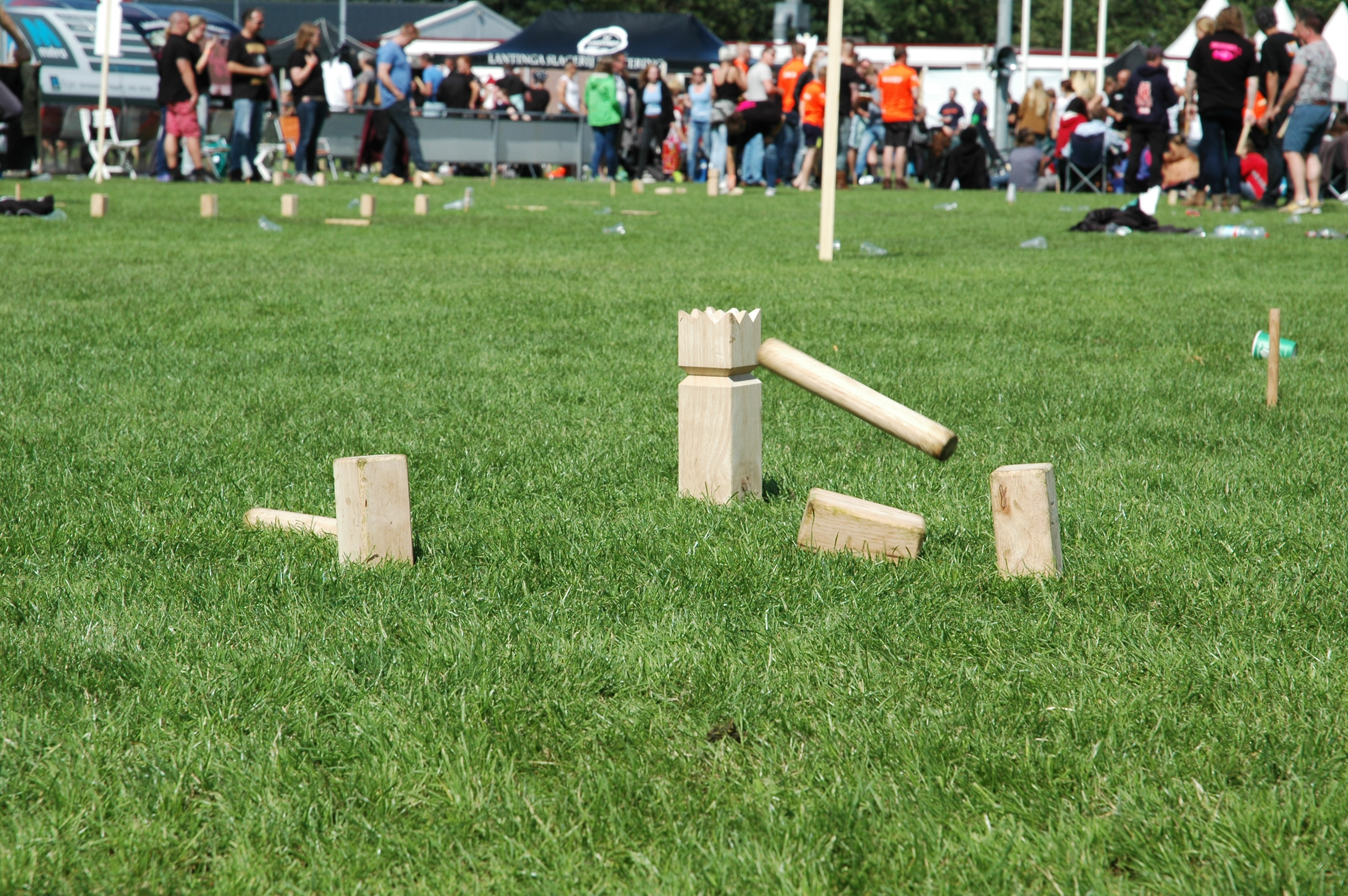
Kubb

Kubb es un juego de exterior que a partir de 1990 se convirtió en un pasatiempo popular en Suecia.

## Historia
A menudo se afirma que el juego se originó en Suecia durante la era de los vikingos y que se ha conservado en Gotland, pero que parece ser una historia de marketing de los fabricantes del juego para obtener mejores ventas. El origen real es anterior al tiempo de Viking. La tradición en Gotland es que los vikingos inventaron el juego con huesos de tribus conquistadas y jugaron uno contra el otro. Hay historias populares que de hecho prueban que el kubb se jugó en varios lugares donde los vikingos se quedaron, como en Suecia, Escocia y Noruega y en el comienzo del siglo XX ha llegado desde Eurasia, pero no está claro de qué manera coinciden las reglas de ese momento con la forma en que se juega kubb en la actualidad.

### Antes de 1912

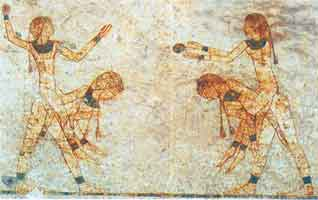
Murales egipcios donde se jugó el precursor del kubb

Los antiguos egipcios jugaban alrededor de 3000 a. C. a juegos que son muy similares al Kubb. Organizaban juegos de ocio como una forma combinada de jabalina y ajedrez, que ahora es muy similar al kubb. Por entonces, solo la élite y la rica burguesía jugaban.
Esto se desprende de los murales egipcios y las excavaciones donde se han encontrado bloques de madera y huesos humanos.
Algunos de los deportes y juegos favoritos en Egipto fueron precursores de bolos, boxeo, Kubb, esgrima con palos y ajedrez.
Los primeros egipcios también jugaron otros deportes y juegos, incluyendo una forma temprana de hockey, balonmano, gimnasia, jabalina y levantamiento de pesas.

#### El legado escandinavo

Mapa de los territorios vikingos en los siglos octavo (oscuro), noveno (rojo), décimo (naranja) y once (amarillo). Las áreas verdes donde víctima del saqueo y el asesinato.

También se popularizó entre los romanos y los persas, pero fueron estos últimos los que continuaron jugando al Kubb puesto que era fácil de aprender. En este uso, las palabras "verificar" y "ajedrez" provienen del árabe del sháh persa, que es "rey". of "monarch" betekent (Murray 2012: 159). 

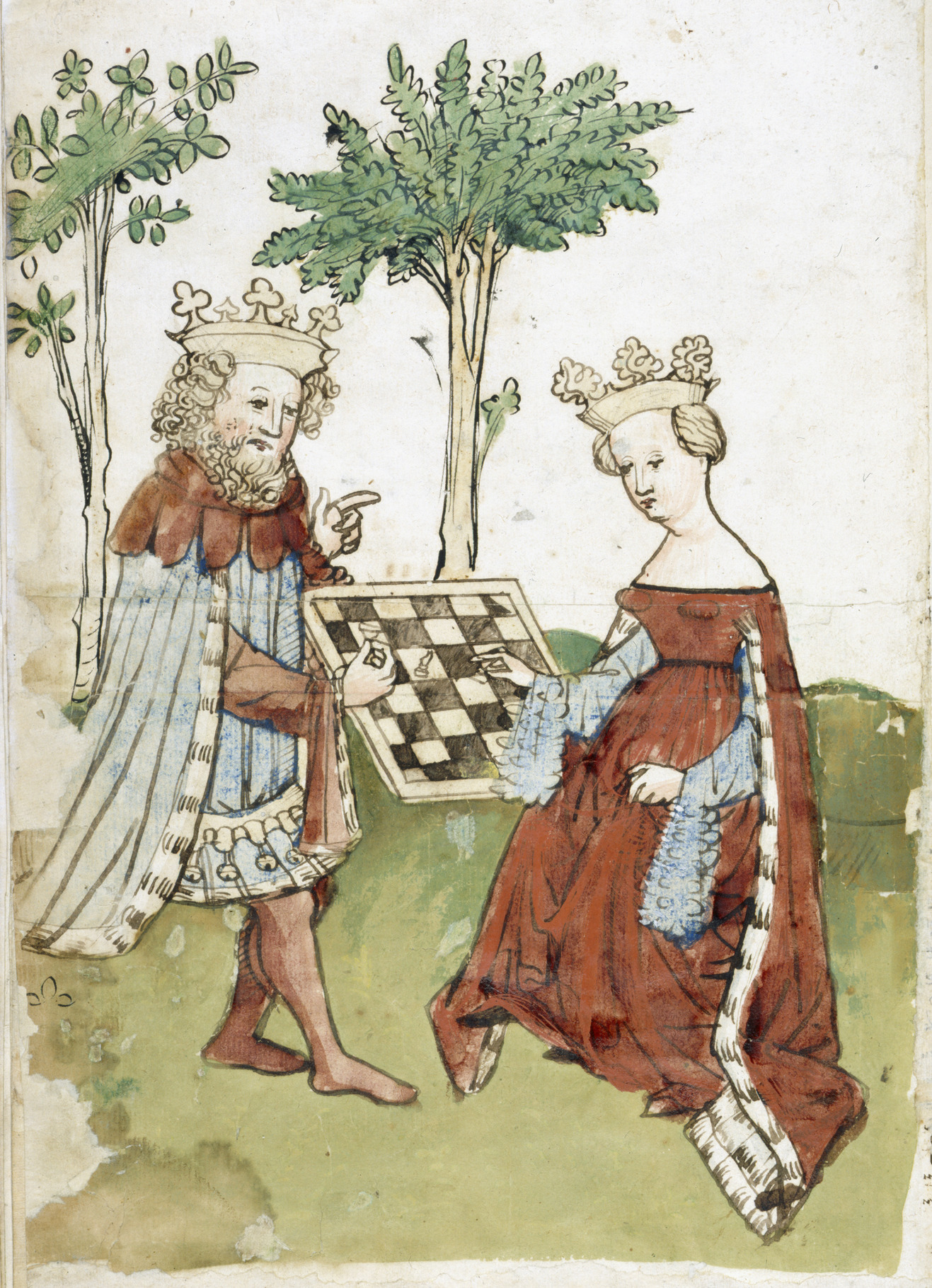
Rey y reina jugando el precursor de kubb; ajedrez - Das Schachzabelbuch

Al Kubb se le llamó de manera diferente en países árabes: Kubtal كتلة  lo que significa 'bloqueo' y es una degeneración de كتلة.
كتلة (pronunciation 'kutla']) Literalmente se traduce como 'bloque' en árabe, que más tarde se convirtió en Kubb.

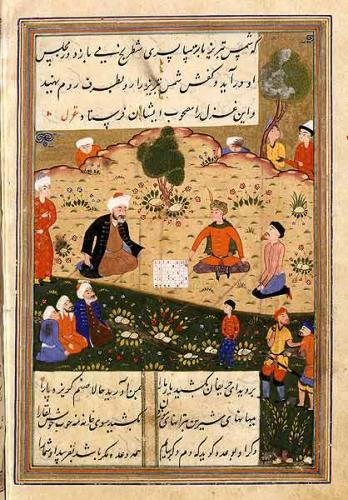
Árabes jugando al ajedrez con tablero y bloques

Los romanos lo consideraron un juego impuro y de clase baja, evolucionando hacia lo que ahora conocemos como petanca y bolos.
La atmósfera final escandinava proviene de una de las incursiones de los Vikingos. Los vikingos pasaron sus incursiones en la frontera entre Europa y Asia (ver mapa). Los vikingos también llevaron el juego presumiblemente aTurquía y Rusia en uno de sus saqueos (ver mapa). Se piensa también que los Vikingos llevaron el kubb a Escocia y Escandinavia donde ha pervivido con el nombre de kubb en sueco.

### Después de 1912 hasta el presente
Es importante mencionar que 
Föreningen Gutnisk Idrott Archivado el 6 de abril de 2018 en Wayback Machine., que fue fundado en 1912, nunca ha nombrado el juego como uno de los juegos tradicionales de Gotland. Sin embargo, enfatizan la tradición del juego, su historia y los estándares de interacción relacionados. El juego muestra similitudes con los juegos de bolos, ajedrez, petanca y es que estos juegos comparten un origen medieval común. En el decenio 1990-1999 se produjeron los primeros juegos comerciales de Kubb y el juego, previamente desconocido, se hizo muy popular rápidamente. Ahora hay interés internacional en el juego y desde 1995, los campeonatos mundiales se celebran anualmente en Gotland. Ha habido campeonatos nacionales en España. El juego también es común en parques y playas y ahora se vende en todas las jugueterías.

## Piezas del juego
- El Rey, un paralelepípedo de Madera, de unos 30 cm de alto y con una base cuadrada de 9x9 cm
- 10 kubbar, paralelepípedos de madera con una base cuadrada de 7x7 cm, y de 15 cm de alto. Singular, kubb, plural kubbar. Estas piezas de madera dan el nombre al juego.
- 6 cilindros de madera, llamados kastpinnar, de unos 30 cm de largo y 4 cm de diámetro.

## El terreno de juego

El terreno debe medir alrededor de 5 x 8 m, aunque las dimensiones pueden cambiar para jugadores más jóvenes o para que el juego sea más rápido. Típicamente el terreno es grama, pero también puede jugarse en otro tipo de terreno como arena o nieve.
Las marcas de cancha se colocan en las esquinas del rectángulo. No se usa ningún otro tipo de demarcación para la cancha. Los lados más cortos del rectángulo son llamados líneas base. 
Se coloca al rey en el centro de la cancha, dividiéndola en dos partes iguales, tanto a lo largo como a lo ancho. 
Los kubbar se colocan de manera equidistante en las líneas base, cinco kubbar en cada línea. Se colocan tanto el rey como los kubbar en el suelo teniendo como base su área cuadrada.

## Reglas

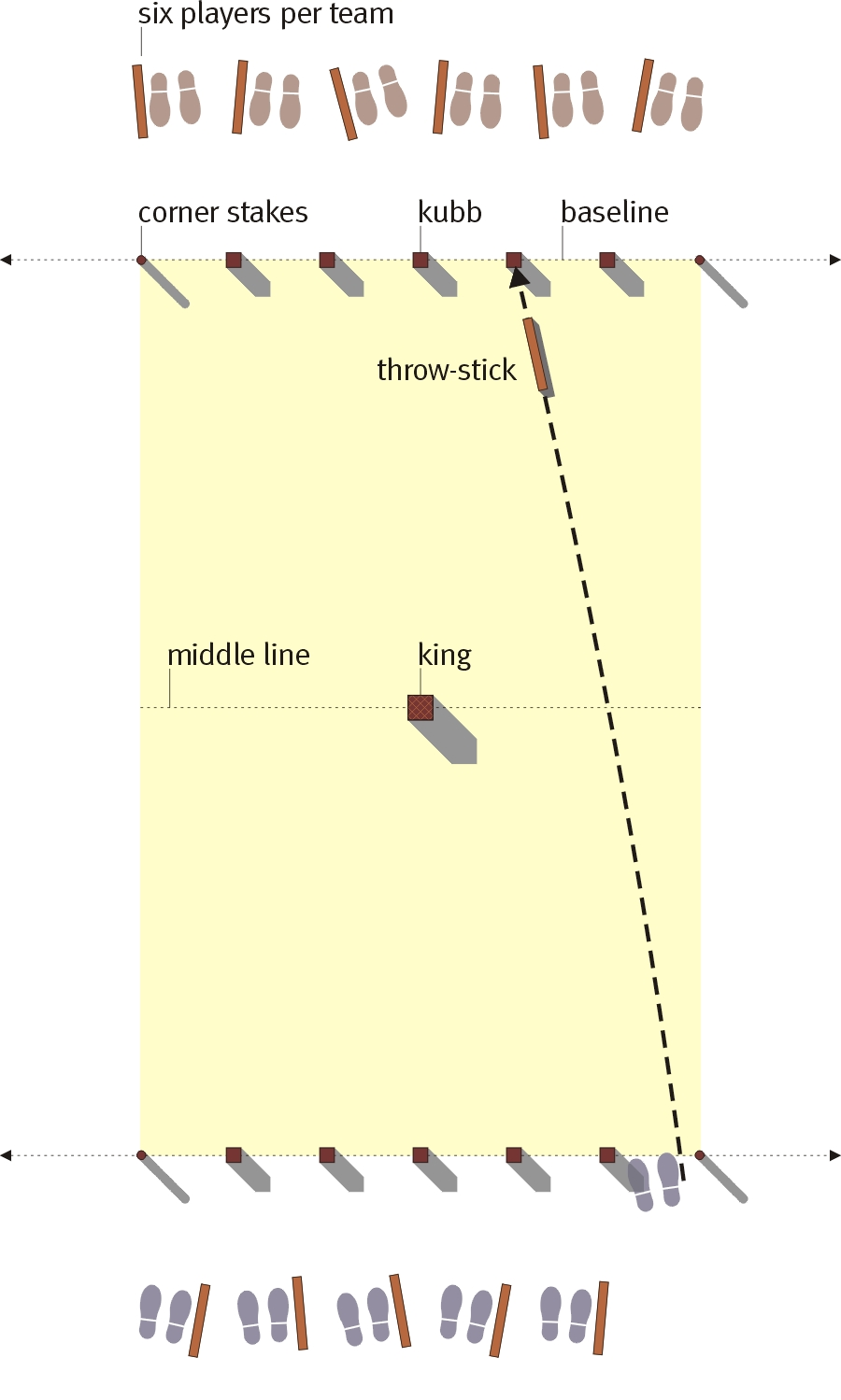
Configuración del juego

El juego se lleva a cabo entre dos equipos (que para simplificar la explicación se llamaran equipo A y equipo B), con cualquier número de jugadores. Cada equipo tiene su propia línea base, y es dueño de la porción de la cancha que va desde la línea base hasta el rey.
El juego se realiza por turnos. Al comenzar, el equipo A lanza los kastpinnar desde su línea base hacia los kubbar en la línea base del equipo B, con la intención de derribarlos. 
El equipo B lanza sus kubbar derribados por el equipo A al campo del equipo A (estos se llaman kubbar de campo). Estos serán puestos de pie sobre su base y el equipo B deberá derribarlos antes de empezar a derribar los kubbar normales. 
Si el equipo A derriba más de un kubbar, el equipo B puede derribar el primer kubbar de campo con los siguientes kubbar que deba lanzar al campo del equipo A. Si, por ejemplo, el equipo A derriba 2 kubbar, el equipo B puede lanzar al campo del equipo Al primer kubbar de los derribados por el equipo A, y una vez puesto de pie, podrá derribarlo con el segundo kubbar que debe lanzar al campo del equipo A.
El juego el kubbar de campo derribado se saca del campo y se elimina. 
Los kastpinnar se deben lanzar por debajo del brazo (como en softball), y deben estar colocados de forma perpendicular al suelo. Hacerlos rotar en horizontal como una hélice está prohibido. Sí pueden rotar perpendicularmente al suelo como los radios de una rueda.
Los kubbs se deben lanzar por debajo del brazo, pero pueden rotar si el lanzador así lo desea.
Luego es el turno del equipo B, que repite los pasos anteriores. A partir de ese momento, el equipo de turno debe primero derribar los kubbar de campo antes que los kubbar en la línea base, pero puede realizar los lanzamientos desde cualquier punto detrás de los kubbar de campo que estén en su cancha.
Cuando un equipo derriba todos los kubbar del equipo contrario, puede derribar al rey, realizando el lanzamiento desde su línea base. El equipo que derriba al rey es el ganador. Sin embargo, si el rey es derribado antes que algún kubb, el equipo pierde automáticamente. Además, para obtener la victoria, el rey no puede derribarse con el último kastpinnar. Dicho de otro modo, cuando el rey cae, el equipo que lanza debe conservar en su poder, al menos, un kastpinnar.

## Lista de ganadores de la Copa Mundial desde 1995
| año  | equipos     | campeón mundial                                  | vicecampeón mundial      | tercer lugar                  | cuarto lugar                |
| 1995 | 28 equipos  | # Fole/Hejnum                                    | # Centralföreningen      | # Team Ekeby                  | # De 6 kubbspelarna         |
| 1996 | 59 equipos  | # Team Ekeby                                     | # Slappers Rone City     | # Visby AIK 1                 | # Palmkvists Sorkar         |
| 1997 | 76 equipos  | # Team Ekeby                                     | # Vambi                  | # Centralföreningen           | # Roma                      |
| 1998 | 108 equipos | # Fole/Hejnum                                    | # Vambi                  | # Guteresor                   | # Palmqvists Sorkar         |
| 1999 | 128 equipos | # Fole/Hejnum                                    | # Onda papperets lag     | # Team Roma                   | # Centralföreningen         |
| 2000 | 131 equipos | # United States                                  | # Boffen ́s Drängar       | # By-Pers-Iris                | # Hajo                      |
| 2001 | 170 equipos | # Team Ekeby                                     | # Sudret Losers          | # Kubbikarna                  | # Jägarna                   |
| 2002 | 183 equipos | # Team Ekeby                                     | # Kubbikarna             | # Fole/Hejnum                 | # Inge Lip                  |
| 2003 | 176 equipos | # Team Ekeby                                     | # Sportskubb Sportsklubb | # Kubbikarna                  | # Emmas Pojkar              |
| 2004 | 168 equipos | # Sportskubb Sportsklubb                         | # Mbinu Mashujaa         | # Elefantbajs 2000            | # Korpen Nybro              |
| 2005 | 145 equipos | # Team Ekeby                                     | # Elefantbajs 2000       | # Granskogarna                | # Maltes Bil & Rep          |
| 2006 | 140 equipos | # Elefantbajs 2000                               | # Team Ekeby             | # Korpen Nybro                | # Mandelkubbar              |
| 2007 | 154 equipos | # Team Ekeby                                     | # Boffens drängar        | # Jonssons trutar             | # Flintstones               |
| 2008 | 160 equipos | # Team Ekeby                                     | # Fortschritt99          | # Gloria Victis               | # Korpen Nybro              |
| 2009 | 179 equipos | # Team Ekeby                                     | # Gloria Victis          | # Fortschritt99               | #Mixkubbarna                |
| 2010 | 196 equipos | # Gloria Victis                                  | # Signalgatan            | # Fortschritt99               | # Emmas Pojkar              |
| 2011 | 192 equipos | # Team Ekeby                                     | # Elefantbajs 2000       | # SMP Basel United            | # Gloria Victis             |
| 2012 | 178equipos  | # Team Ekeby                                     | # Berras Sorkar          | # Gloria Victis               | # SMP Basel United          |
| 2013 | 170 equipos | # Kubb'Ings                                      | # Menage A Trois         | # Gloria Victis               | # Emmi Gardell              |
| 2014 | 185 equipos | # Kubb’Ings con Biersekte, Gipfelstürmer & RZKKC | # Claire Mni -2014       | # Menage A Trois              | # Gloria Victis             |
| 2015 | 181 equipos | # Gipfelstürmer & Freunde                        | # SMP Basel United       | # T Is Gebeurd!               | # Berras Sorkar             |
| 2016 | 170 equipos | # Kubb’Ings and Fortschritt99                    | # Berras Sorkar          | # Gipfelstürmer & Freunde     | # Emmi Gardell              |
| 2017 | 176 equipos | # Blue/Orange                                    | # KP Wilddogs            | # Kubb Monsieur               | # Hest United               |
| 2018 | 168 equipos | # KP Wilddogs                                    | # Horstbrod              | # Kubb Klub Vrsovka & Friends | # Chaska Kubb               |
| 2019 | 150 equipos | # Belgian Bastards                               | # Horstbrod              | # Stranded Goose              | # Kubb’Ings & Gipfelstürmer |
| 2022 | 130 equipos | # # FSU                                          | # Blue Orange            | # Stranded Goose              | # KP Wild Dogs              |
| 2023 | 107 equipos | # Stranded Goose                                 | # Hellacopters           | # Blue/Orange                 | # No Ragrets                |
| 2024 | 117 equipos | # Stranded Goose                                 | # Hablingbo              | # No Ragrets                  | # Håie Putta Bra            |